# Kornamaa
Kornamaa är en ö i Finland. Den ligger i Bottenhavet och i kommunen Euraåminne i den ekonomiska regionen  Raumo ekonomiska region i landskapet Satakunta, i den sydvästra delen av landet. Ön ligger omkring 31 kilometer sydväst om Björneborg och omkring 220 kilometer nordväst om Helsingfors.
Öns area är 10 hektar och dess största längd är 440 meter i nord-sydlig riktning. I omgivningarna runt Kornamaa växer i huvudsak barrskog.